# Malakit
Malakit (af græsk: malache) er et grønt kobberholdigt mineral, som er en blanding af kobberkarbonat og kobberhydroxid. Dets formel er Cu2(OH)2CO3. 
Malakit forekommer i Danmark i form af belægninger på kobber. Det dannes ved jordoverfladen og findes i de oxiderede dele af kobberforekomsterne sammen med andre kobbermineraler. Det anvendes både som kobbermalm og til smykkesten, men da mineralet har en hårdhed på 4, bliver disse smykkesten let ridset. Siden oldtiden har malakit været anvendt i sminke, og indtil 1800-tallet som pigment i kunstnerfarve.